# یالین
یالین با نام اصلی حسین یالین (به ترکی استانبولی: Hüseyin Yalın) (۳۰ مارس ۱۹۸۰، استانبول - ) خواننده و ترانه‌سرای پاپ ترک است.

## آثار
- Ellerine Sağlık (دستت درد نکند) - ۲۰۰۴
- Bir Bakmışsın (نگاه کرده‌ای) - ۲۰۰۵
- Herşey Sensin (همه‌چیز تویی) - ۲۰۰۷
- Ben Bugün (من امروز) - ۲۰۰۹

## جوایز
- جایزه کلیپ موسیقی کرال تی‌وی[۱] - بهترین خواننده جدید مرد - ۲۰۰۴
- جایزه موسیقی پاورتورک[۲] - بهترین هنرمند پاپ مرد - ۲۰۰۸
- جایزه موسیقی پاورتورک - بهترین آلبوم پاپ مرد (همه‌چیز تویی) - ۲۰۰۸